# Is It Rolling Bob? A Reggae Tribute to Bob Dylan
Is It Rolling Bob? A Reggae Tribute to Bob Dylan är ett tributalbum med låtar av Bob Dylan inspelade av olika reggaeartister. Det gavs ut 2004.
Titeln är en referens till spåret "To Be Alone With You" på albumet Nashville Skyline, i början av vilket Dylan frågar producenten Bob Johnston "is it rolling Bob?".

## Låtlista
1. "The Times They Are a-Changin'" (Apple Gabriel) - 4:27
2. "Maggie's Farm" (Toots Hibbert) - 4:20
3. "Just Like a Woman" (Beres Hammond) - 4:49
4. "Lay, Lady, Lay" (The Mighty Diamonds) - 3:29
5. "Gotta Serve Somebody" (Nasio Fontaine) - 4:48
6. "Knockin' on Heaven's Door" (Luciano) - 4:24
7. "The Lonesome Death of Hattie Carroll" (Michael Rose) - 6:00
8. "Subterranean Homesick Blues" (Sizzla) - 2:29
9. "Mr. Tambourine Man" (Gregory Isaacs) - 5:06
10. "Don't Think Twice, It's All Right" (J.C. Lodge) - 4:36
11. "One Too Many Mornings" (Abijah) - 2:57
12. "Blowin' in the Wind" (Don Carlos) - 3:26
13. "A Hard Rain's a-Gonna Fall" (Billy Mystic) - 7:09
14. "I and I" (Bob Dylan) - 5:46 (remix av Doctor Dread)